# The Lodge at Pebble Beach
The Lodge at Pebble Beach est un hôtel américain situé à Pebble Beach, dans le comté de Monterey, en Californie. Ouvert en 1919, cet établissement opéré par Pebble Beach Resorts est membre des Preferred Hotels & Resorts. Desservi par la 17-Mile Drive, il offre une vue sur le Pebble Beach Golf Links.

## Histoire
La Pacific Improvement Company (PIC) recrute en 1908 l'architecte Lewis Hobart pour concevoir la Pebble Beach Lodge. Le Pebble Beach Lodge brûle et le Del Monte Lodge le remplace, inauguré en 1919 en même temps que le Pebble Beach Golf Links. En 1977, le Del Monte Lodge devient The Lodge at Pebble Beach. 